# Nucleopedia
Nucleopedia (dříve Kernkraft-Wiki) je německá online encyklopedie se zaměřením na téma jaderné energetiky. Byla vytvořena jako projekt otevřené spolupráce se svobodným a otevřeným obsahem, na jejíž tvorbě mohou spolupracovat dobrovolníci z celého světa. Běží pod systémem MediaWiki a je koncipována jako wiki redakční systém. Obsahuje výhradně bezplatný obsah a neobsahuje jakékoliv komerční reklamy. Jediný zdroj příjmu jsou dobrovolné příspěvky na provoz serveru. 

## Historie
Encyklopedie byla spuštěna 1. února 2009 pod názvem Kernkraft-Wiki (zkráceně kewiki) jako reakce na tehdejší rozdělení společnosti v otázce využívání komerčního získávání energie z jádra v Německu v důsledku schváleného zákona z roku 2002, který sliboval předčasné odstavení jaderných elektráren. Před vznikem Nucleopedie byla jediným významným zdrojem informací o jaderné energetice Wikipedie. Ta však nebyla pro tento účel příliš vhodná, protože jedno z pravidel, které musí články splňovat je neutrální úhel pohledu, což pro detailní články o tomto tématu nebylo přípustné. Myšlenkou bylo, aby články obsahovaly také rozličné názory odborníků a vědců a byly objektivní. Wikipedie však narážela na své limity i v množství technických informací, protože obecná encyklopedie není nutně určena pro podrobné a nadšenecké informace, které běžného čtenáře nezajímají. Jedinou možností, jak se vyhnout těmto omezením bylo vytvoření zcela nové encyklopedie, která se bude zaměřovat jen a pouze na jadernou energetiku.
Encyklopedie byla založena a je provozována německým nadšencem a podporovatelem jaderné energie, Dirkem Egelkrautem. V březnu 2019 byl spuštěn oficiální Nucleopedia discord server, kde mohou nadšenci diskutovat o dalším vývoji Nucleopedie, případně o jaderné energii. Nucleopedia má také svůj účet na Twitteru a Facebooku.
K červnu 2023 se na Nucleopedii nachází 424 článků o jaderné energetice, ve kterých bylo provedeno více než 20 tisíc úprav.